# Shanhuo
Shanhuo (kinesiska: 山货, 山货回族乡) är en socken i Kina. Den ligger i provinsen Henan, i den centrala delen av landet, omkring 64 kilometer söder om provinshuvudstaden Zhengzhou. Antalet invånare är 9730. Befolkningen består av 4 713 kvinnor och 5 017 män. Barn under 15 år utgör 21,0 %, vuxna 15-64 år 68 %, och äldre över 65 år 10,0 %.
Genomsnittlig årsnederbörd är 710 millimeter. Den regnigaste månaden är juli, med i genomsnitt 149 mm nederbörd, och den torraste är januari, med 4 mm nederbörd.